# 許義雄
許義雄（1938年11月11日—），台灣雲林縣人，台灣體育界知名學者，曾任行政院體育委員會主任委員，為運動教育學領域的專家。
在陳水扁甫上任總統時，許義雄就首先被外界點名為體委會主委的可能人選之一，而他順利上任的原因，外界認為是與其資深的體育行政經驗有關，特別是他在體委會尚未正式成立前，就擔任過中華民國體育學會會長，以及中華民國體育白皮書起草小組總召集人，並且參與體育相關法案的修訂，體育界對於他的評價是褒過於貶。

## 資料來源
1. ↑  楊愛華. . 中國時報. 2000年4月30日.

| 中華民國政府職務 | 中華民國政府職務                                            | 中華民國政府職務 |
| ---------------- | ----------------------------------------------------------- | ---------------- |
| 行政院           |                                                             |                  |
| 前任： 趙麗雲    | 行政院體育委員會主任委員 第二任 2000年5月20日－2002年2月1日 | 繼任： 林德福    |